# Wawrzyńcowe Hudy
Wawrzyńcowe Hudy – obrzęd w gminie Ujsoły polegający na paleniu ogromnych stosów i ognisk. Tradycyjnie odbywa się w wigilię święta Wawrzyńca.

## Geneza
Istnieją cztery hipotezy pochodzenia obrzędu Wawrzyńcowych Hud. Najpopularniejsza w miejscowej tradycji odnosi się do najstarszego górala, któremu w trakcie zarazy przyśniły się słupy ognia, o czym opowiedział proboszczowi. Zdecydowali, że na halach należy rozpalić wysokie ogniska, dzięki czemu rzekomo zaraza opuściła okolicę. Coroczne palenie hud ma być upamiętnieniem tego wydarzenia.
Druga wersja podaje, że w czasach zarazy najstarszy z miejscowych górali miał widywać pokutujące dusze zmarłych noszące świece. Po poinformowaniu o tym proboszcza Milówki zadecydowano o wzniesieniu w tym miejscu kościoła, na co zgodzić się miał król Jan Kazimierz podczas pobytu w Rajczy w 1669 roku. Budowa świątyni została zakończona w 1674 roku i miała rzekomo przerwać pojawianie się złych duchów. Wydarzenie to ma nawiązywać do męczeństwa św. Wawrzyńca.
Trzecia hipoteza łączy obrzęd Wawrzyńcowych Hud ze zwyczajem palenia ognisk w kulturze pasterskiej. W terminie około 10 sierpnia pasterze często kończyli zbiory paszy na okres zimowy, natomiast około 15 sierpnia przepędzano stada z tołoki (ziemi, która w danym roku służyła za pastwiska) na carynę (ziemię, która w danym roku była uprawiana), co oznacza, że obrzęd mógł być związany ze świętem kończącym żniwa.
Czwarta hipoteza łączy genezę Wawrzyńcowych Hud z obrzędami świętojańskimi, które związane są z wiarą w oczyszczającą moc ognia. Obrzędy wawrzyńcowe posiadają wspólne elementy z Zielonymi Świątkami oraz nocą świętojańską, np. palenie ognisk, tańce wokół ognia, obieganie pól z ogniem odpalonym od hudy. Przeniesienie terminu święta z czerwca na sierpień mogło być związane z chrystianizacją górali i uprawianiem starych obrzędów pod pretekstem kultu św. Wawrzyńca.

## Historia
Od 1978 roku Wawrzyńcowe Hudy odbywają się w Ujsołach w ramach Tygodnia Kultury Beskidzkiej, dzięki czemu podpalenie hudy poprzedzone jest występami zespołów folklorystycznych.
Połączenie wydarzeń powoduje, że podpalenie hudy w Ujsołach odbywa się zazwyczaj w pierwszy weekend sierpnia – w przedostatni dzień TKB, jednocześnie kilka dni przed tradycyjnym terminem podpalania hudy. Huda może sięgać nawet 30 m, jest wykonana z drewnianych żerdzi, desek i wypełniona suszem.
Obrzęd jest praktykowany również w Rajczy, współcześnie towarzyszy imprezie Wawrzyńcowe Jarmarki. 
13 lipca 2023 roku Wawrzyńcowe Hudy zostały wpisane na polską Krajową listę niematerialnego dziedzictwa kulturowego.